# 180-ті

## Події
- Перша половина 180-х років —  Септимія Севера напралено до Іспанію, згодом командував 4-м легіоном в Сирії, управляв Лугдунською Галлією.
- Середина 180-х років — Маси хуннів примкнули до «жовтого» руху. Але успіхів не мали, і південна орда «спорожніла».
- Середина 180-х років — Юйфуло жив у Цао Цао.
- 180-ті роки — Селянські заворушення в Галлії. Повстання Буколів в Єгипті. Заворушення в Іспанії, Дакії. Пікти переходять Вал Адріана .
- Друга половина 180-х років — Септимій Север керував Паннонією, опісля — проконсул Сицилії.
- Кінець 180-х років — Консул-суфект — Дідій Юліан. Пертінакс — проконсул Африки. Там пригнічує кілька заколотів.